# 나디아 무라드
나디아 무라드 바세 타하(1993년 3월 10일 ~ , 아랍어: نادية مراد باسي طه)는 이라크의 야지디 인권 운동가이다. 2016년 9월부터 유엔의 인신매매 생존자 존엄에 대한 친선대사가 되었다. 2014년 8월에 그녀는 이라크 레반트 이슬람 국가에 의해 납치되었었다. 2018년 10월 5일 드니 무퀘게와 함께 노벨 평화상을 수상하였다.